# أرييه ليفين
أرييه ليفين (29 ديسمبر 1937 - 12 مارس 2023) كان أستاذًا للسانيات في الجامعة العبرية في القدس وحصل على جائزة إسرائيل لعام 2007.

## حياته
ولد ليفين في رمات غان. خدم في الأعوام 1955-1957 في الجيش الإسرائيلي، وحصل عام 1960 على درجة البكالوريوس في اللغة العربية وآدابها، والدراسات الإسلامية، من الجامعة العبرية في القدس. واصَلَ بعدها تعليمَهُ، ونال درجة الماجستير في اللغة العربية وآدابها عام 1964. أكمل في عام 1971 مُتطلّبات الدكتوراه في اللغة العربية وآدابها في الجامعة العبرية، وتناولت أطروحتُهُ التي كتبها تحت إشراف حاييم بلانك ويهوشع بلاو موضوع "الإمالة في اللهجات العربية".

دَرَّس ليفين بدءًا من عام 1969 في قسم اللغة العربية وآدابها في الجامعة العبريَّة، عُيِّنَ في عام 1985 أستاذًا مشاركًا في قسم اللغة العربيَّة، وأشغل منذ عام 1988 منصب رئيس كرسي العلوم الإنسانية على اسم شارف. رُقِّيَ في عام 1994 إلى رتبة أستاذ. من بين المناصب التي أشغلها في الجامعة العبريَّة منصب رئيس قسم اللغة العربية وآدابها (منذ عام 1985 وحتّى 1990)، ورئيس معهد الدراسات الآسيوية والأفريقية (1992-1998)، ورئيس لجنة الدراسات المتقدمة في كلية الدراسات الإنسانية (1999-2002). حصل عام 2001 على جائزة ميخائيل ميلكن للتميُّز في التَّدريس.

مُنِحَ عام 2010 جائزة إسرائيل في اللُّغويَّات العامَّة للعام 2017، تقديرًا له على "إنجازاته الممتازة في دراسة اللغة العربية في العصور الوسطى، وخاصة أبحاثه الرّصينة في كتاب الكتاب لسيبويه، وإسهامه الكبير في دراسة اللهجات العربية، وتدريس اللغة العربية الفُصحى والعاميَّة في العديد من المعاهد العلميَّة، والمؤسسات الجامعيَّة".

كان ليفين متزوجًا من جايل كابلان، ابنة عائلة من أعضاء منظّمة الإتسِل، وكانت عُضوًا في حركة حيروت، وهي ابنة أخت إلياهو لانكين. كانت جايل مديرة قسم آسيا وأفريقيا في المكتبة الوطنية في إسرائيل، وكانت لها معرفة ودراية عميقة بالكُتُب والمؤلّفات العربيَّة. أعقبَ ليفين من الأبناء اثنين، أحدهما هو وزير العدل الإسرائيلي ياريف ليفين، والآخر هو المحامي أوري ليفين.

## وفاته
توفي ليفين في 12 مارس 2023 عن عمر يناهز 85 عامًا، بعد وقتٍ قصير من رحيل زوجته جايل.

## المناصب العلميَّة
1. رئيس لجنة كتابة منهج تدريس اللُّغة العربيَّة للمدارس العبريَّة، للمرحلتين الثانوية والمتوسطة، وزارة التربية والتعليم والثقافة (1986-1989).
2. رئيس لجنة تدريس اللغة العربية في المدارس العبريَّة، وزارة التربية والتعليم والثقافة (1986-2006).
3. كبير الباحثين في مشروع دراسة اللهجات العربية في أرض إسرائيل (2000-2003).
4. عضو اللجنة العلميَّة لمعهد بياليك (منذ 2001).
5. عضو مجموعة البحث في اللهجات العربية في أرض إسرائيل، معهد الدراسات المتقدمة في الجامعة العبرية (2003-2004).
6. رئيس لجنة إعداد منهج اللغة العربية المَحْكِيَّة في المدارس الثانوية العبرية، مؤسسة روتشيلد (2003-2006).
7. باحث رئيسي في مشروع تحديث القاموس العربي-العبري لدافيد أيالون، وبيسح شنعار (2003-2008).

## مؤلفاته

### كتب
1. Arabic Linguistic Thought and Dialectology, Jerusalem: The Max Schloessinger Memorial Foundation, 1998.

### مقالات في دوريات علمية
1. Aryeh Levin, "The Distinction Between Nominal and Verbal Sentences

According to the Arab Grammarian", in Zeitschrift für Arabische Linguistik, No. 15, Studies in the History of
```
 Arabic Grammar — Proceedings of the First Symposium on the History of Arabic Grammar, held at Nijmegen, 16–19th April 1984 (
1985
), pp.
 
118–127
```

1. The Grammatical Terms Al-Musnad, Al-Musnad ʾIlayhi and al-ʾisnād

Journal of the American Oriental Society , Apr. - Jun., 1981, Vol. 101, No. 2
(Apr. - Jun., 1981), pp. 145–165

## وصلات خارجية
- صفحة تعريف بالأستاذ أرييه ليفين في موقع الجامعة العبرية
- صفحة تعريف بالأستاذ أرييه ليفين في موقع المركز الإسلامي للدراسات الإستراتيجية، العتبة العباسية المقدسة